# Positivisme
El positivisme és el sistema de filosofia basat en l'experiència i en el coneixement empíric dels fenòmens naturals. En virtut d'això, el positivisme considera la metafísica i la teologia com a sistemes de coneixement imperfectes i inadequats.

## Evolució
El terme positivisme va ser utilitzat per primera vegada pel filòsof francès Auguste Comte, autor de l'obra que inaugurà aquest corrent de pensament, Curs de filosofia positiva (6 vols., 1830-1842). No obstant això, alguns conceptes positivistes es remunten al filòsof britànic David Hume, al francès Claude-Henri de Rouvroy, comte de Saint-Simon, i a l'alemany Immanuel Kant.
Comte va escollir la paraula positivisme per assenyalar la realitat i la tendència constructiva que ell reclamà per a l'aspecte teòric de la seva doctrina. En general, es va interessar per la reorganització de la vida social per al bé de la humanitat mitjançant el coneixement científic i, per aquesta via, del control de les forces naturals.
Els dos components principals del positivisme, la filosofia i el govern (o programa de conducta individual i social), van ser més tard unificats per Comte en un tot sota la concepció d'una religió en la qual la humanitat era l'objecte de culte. Malgrat això, nombrosos deixebles de Comte no van acceptar aquest desenvolupament religiós del seu pensament, perquè semblava contradir la filosofia positivista original. Moltes de les doctrines de Comte foren, més tard, adaptades i desenvolupades pels filòsofs socials britànics John Stuart Mill i Herbert Spencer, així com pel filòsof i físic austríac Ernst Mach.

## Positivisme lògic
A començaments del segle xx, un grup de filòsofs interessats en l'evolució de la ciència moderna va rebutjar les tradicionals idees positivistes (ja que consideraven que la base del vertader coneixement estava en l'experiència personal) i va ressaltar la importància de la comprovació científica i de l'ús de la lògica formal. De les teories d'aquests pensadors (entre els quals es trobaven l'austríac Ludwig Wittgenstein i els britànics Bertrand Russell i George Edward Moore), va néixer el denominat positivisme lògic.
El Tractatus logico-philosophicus (1921), obra de Wittgenstein, va resultar tenir una influència decisiva en el rebuig de les doctrines metafísiques per la seva carència de sentit i en l'acceptació de l'empirisme com una matèria d'exigència lògica.
En l'actualitat, els filòsofs positivistes prefereixen denominar-se a si mateixos empiristes lògics, per dissociar-se de la importància que van donar els primers pensadors del positivisme lògic a la comprovació científica. Mantenen que el principi de verificació en si mateix és indemostrable en el camp filosòfic. Tanmateix, autors tan representatius com Rudolf Carnap han proposat nous sentits del tradicional principi de verificació neopositivista. Dins d'aquest moviment, podríem incloure autors com Ernest Nagel.